# フブスグル県
フブスグル県（フブスグルけん、モンゴル語: Хөвсгөл, ᠬᠦᠪᠰᠦᠬᠦᠯ）は、モンゴル国の県（アイマク）の一つ。県庁所在地はムルン。

## 概要
モンゴル国の最北部に位置し、ロシア（トゥヴァ共和国、ブリヤート共和国）と接している。モンゴル国内では東にボルガン県、南にアルハンガイ県、西にザブハン県に接する。面積は1万平方kmである。県名はフブスグル湖から命名された。
県の森林資源は国内で第1に当たり、1人当たり5千平方kmにも及ぶ。外国の観光客から、この県は“モンゴルのスイス”と呼ばれている。

## 行政区分 郡(ソム)

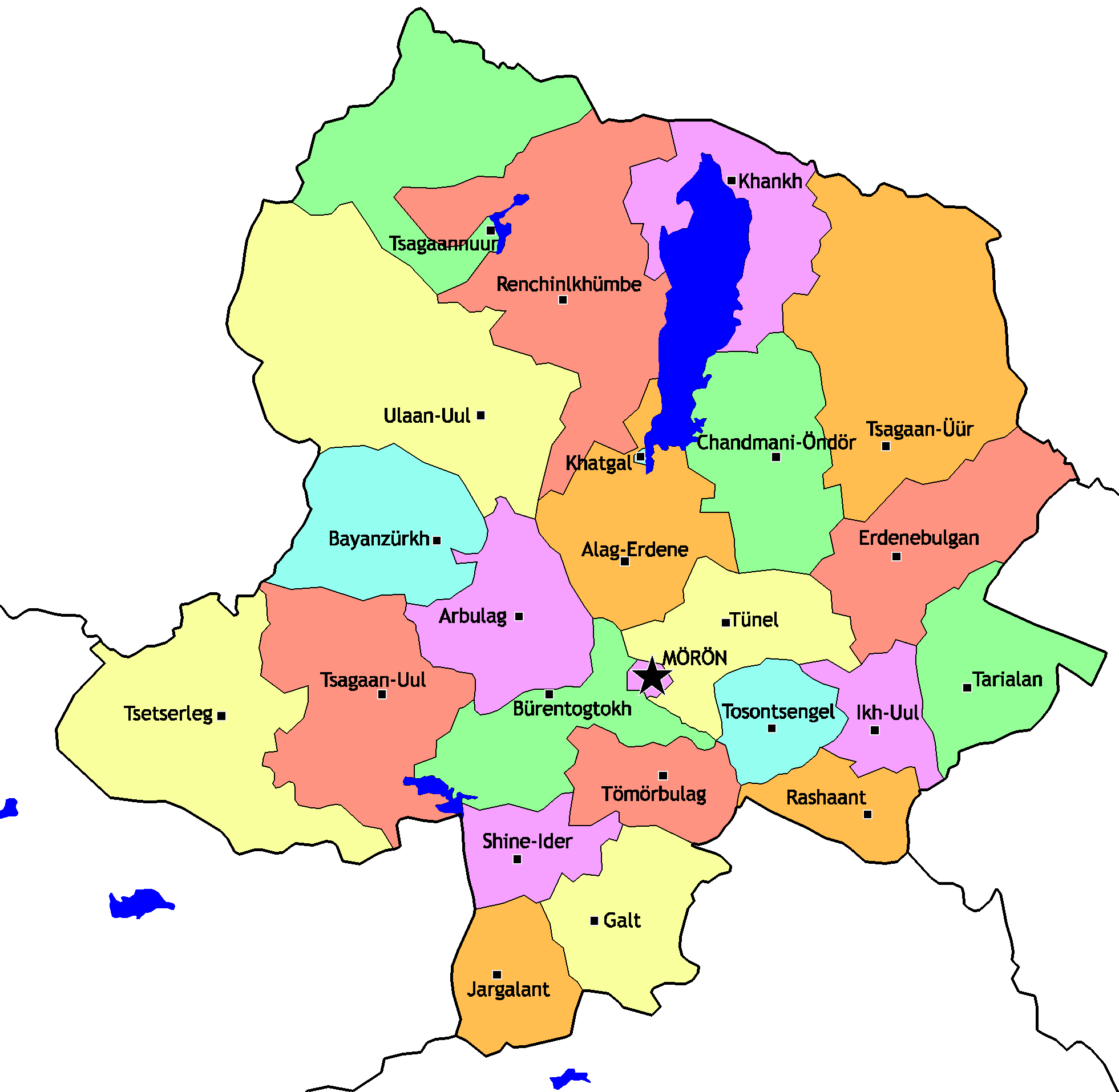
フブスグル県の行政区分

- アラグ-エルデネ郡(Алаг-Эрдэнэ)
- アルボラク郡(Арбулаг)
- バヤンズルフ郡(Баянзүрх)
- ブレントグトフ郡(Бүрэнтогтох)
- ガルト郡(Галт)
- ジャルガラント郡(Жаргалант)
- イフ-オール郡(Их-Уул)
- ムルン(Мөрөн)
- ラシャーント郡(Рашаант)
- レンチンルフンベ郡(Рэнчинлхүмбэ)
- タリアラン郡(Тариалан)
- トソンツェンゲル郡(Тосонцэнгэл)
- トモルボラク郡(Төмөрбулаг)
- トゥネル郡(Түнэл)
- オラーン-オール郡(Улаан-Уул)
- ハンフ郡(Ханх)
- ハトガル郡(Хатгал)
- ツァガーンノール郡(Цагааннуур)
- ツァガーン-オール郡(Цагаан-Уул)
- ツァガーン-ウール郡(Цагаан-Үүр)
- ツェツェルレグ郡(Цэцэрлэг)
- チャンドマニ-ウンドゥル郡(Чандмань-Өндөр)
- シネ-イデル郡(Шинэ-Идэр)
- エルデネボラグ郡(Эрдэнэбулган)

## その他
- ウラン・タイガ自然特別保護区[4]
- JICAが保健関係のプロジェクトを実施している[5]。
- オーシギン・ウブリーン遺跡(オラーン・オーシグ遺跡)：鹿石などがたつヘレクスル。ロシアや金沢大学が発掘調査していた。